# Premier district congressionnel de Caroline du Sud
Le 1er district du Congrès de Caroline du Sud est un district côtier de Caroline du Sud, représenté par la Républicaine Nancy Mace depuis le 3 janvier 2021. Elle a succédé au Démocrate Joe Cunningham, après l'avoir battu aux élections de 2020. Cunningham a été le premier démocrate à représenter le district depuis les années 1980.
Le district est historiquement basé à Charleston. Il comprend Myrtle Beach, devenue une destination touristique majeure à la fin du XXe siècle, ainsi que d'autres zones côtières qui ont attiré des retraités et des visiteurs saisonniers. De 1993 à 2013, les limites du district s'étendaient de l'île Seabrook au sud jusqu'à la frontière de la Caroline du Nord et comprenaient des parties des comtés de Charleston, Dorchester, Berkeley et Georgetown et tout le Comté de Horry jusqu'à la limite de la Caroline du Nord.
En 2010, l'État a reçu un autre siège au Congrès en raison de l'augmentation de la population. Les districts de l'État ont dû être redessinés, ce qui a été achevé en 2013. Dans le plan final, le 1er district a été redessiné pour s'étendre de l'île de Hilton Head jusqu'au milieu de la côte de la Caroline du Sud, se terminant à la rivière Santee et comprenant des parties des comtés de Charleston, Berkeley, Dorchester et Beaufort. Cette configuration est similaire à celle qu’elle avait pendant la majeure partie du XXe siècle. Le comté de Horry a été inclus dans le nouveau 7e district.
Le 6 janvier 2023, le district a été déclaré inconstitutionnel par le tribunal de Caroline du Sud en raison de gerrymandering racial et devrait être redessiné en avril de la même année. Les juges de la Cour suprême ont ajouté Alexander v. South Carolina State Conference of the NAACP à leur calendrier des mérites pour le mandat 2023-2024. Au moins quinze mémoires d'amicus ont été déposés par diverses organisations et individus ayant qualité pour agir devant le tribunal. L'affaire a été plaidée le 11 octobre 2023, et une décision est attendue en 2024. Le 28 mars 2024, le même tribunal de district qui a jugé le district inconstitutionnel a autorisé son utilisation lors des élections de 2024. Il a conclu qu'il ne serait pas pratique de créer une nouvelle carte de district à l'heure actuelle, principalement en raison de la prochaine date limite d'envoi des bulletins de vote militaires et à l'étranger, le 27 avril, et des primaires à l'échelle de l'État, le 11 juin. Cependant, il a toujours constaté que le district était en violation du XIVe Amendement, et de futurs litiges sont possibles après les élections de 2024,.
Le 23 mai 2024, la Cour suprême, dans une décision à 6 voix contre 3, a jugé que le district était constitutionnel, annulant la décision initiale du tribunal de Caroline du Sud et autorisant officiellement l'utilisation de la carte congressionnelle actuelle de l'État pour et au-delà des élections de 2024,,.  Elle a également renvoyé l'affaire devant le tribunal de district pour réentendre les autres réclamations formulées par les accusés.

## Histoire
Après la guerre civile et l'octroi de la citoyenneté aux anciens esclaves, en 1870, la population de Charleston était à 53 % noire et le Comté de Charleston avait une majorité noire de 73 %. L'importante population de personnes libres de couleur de la ville avait formé de nombreux dirigeants qui ont progressé dans une société en évolution. Ces majorités de population ont protégé les affranchis contre certaines des violences liées aux élections qui ont eu lieu dans d'autres parties de l'État dans les années 1870, alors que les démocrates blancs s'efforçaient de supprimer le vote des noirs et de reprendre le contrôle politique de l'État. Pendant la Reconstruction, les républicains majoritairement noirs de cette circonscription ont soutenu les candidats républicains, y compris quatre mandats pour Joseph H. Rainey en tant que Représentant des États-Unis au Congrès, un record pour un législateur afro-américain qui n'a été dépassé que dans les années 1950.
Après que les démocrates ont repris le contrôle de l'État en 1876, au cours d'une saison électorale marquée par la violence et la fraude, et que la reconstruction a pris fin en 1877, ils ont adopté des lois établissant la ségrégation raciale et rendant l'inscription des électeurs et le vote plus difficiles, comme la « loi des huit cases ». L'Afro-Américain George W. Murray a finalement gagné lors des élections contestées du Congrès de 1894 dans cette circonscription ; il a contesté la victoire du candidat républicain en raison de fraude électorale et a été confirmé par la commission électorale de la Chambre. Mais l’adoption d’une nouvelle constitution par les démocrates en 1895 a effectivement privé de leurs droits la plupart des citoyens afro-américains en 1896. Leur participation au système politique a pris fin pendant sept décennies. Les Démocrates blancs ont établi un État à parti unique et ont utilisé divers moyens pour maintenir l’exclusion des Noirs jusqu’à l’adoption de la législation fédérale sur les droits civiques au milieu des années 1960.
Les réalignements des partis à la fin du XXe siècle ont amené de nombreux nouveaux électeurs noirs à soutenir le Parti Démocrate national. Les conservateurs blancs du Sud ont changé de position et ont rejoint le Parti Républicain, élisant en 1980 le premier Représentant républicain au Congrès de l'État à être élu au XXe siècle. Depuis le renforcement de l'armée dans cette région, en particulier de la marine, les électeurs blancs de la région ont soutenu les candidats conservateurs.
Compte tenu de l'affaiblissement du Parti Républicain dû à la privation du droit de vote des Noirs, aucun Républicain n'a été élu pour un mandat complet dans cette circonscription au XXe siècle avant 1980, lorsque Tommy Hartnett a été emporté par le parti de Reagan. Mais son élection représentait un parti différent et était le résultat d’un réalignement majeur des électeurs conservateurs blancs à la fin du XXe siècle vers le Parti Républicain plutôt que vers le Parti Démocrate. En commençant par les candidats nationaux à la fin des années 1960 et dans les années 1970, les électeurs blancs de Caroline du Sud ont commencé à se tourner vers le Parti Républicain.
Comme après chaque recensement décennal, la législature de l'État a procédé à un redécoupage après le recensement de 1990. La législature contrôlée par les Républicains blancs a déplacé la plupart des zones à majorité afro-américaine de Charleston vers le 6e district congressionnel de Caroline du Sud, créant ainsi un district à majorité minoritaire. Pour compenser la perte de population, le 1er fut étendu tout le long de la côte atlantique jusqu'à Myrtle Beach. Le redécoupage de 2010 a ramené le district au coin sud-est de l'État.
Depuis lors, la population du 1er district est majoritairement blanche. Mais, en 2008, grâce à l'attrait de la campagne présidentielle de Barack Obama, la Démocrate Linda Ketner est passée à deux points de remporter le siège du 1er district. Lors des élections hors années suivantes de 2010, le Républicain Tim Scott a remporté le siège avec 65 % des voix.
Lors des primaires de Caroline du Sud de 2018, le 12 juin 2018, Mark Sanford a perdu sa renomination au siège. Les républicains perdraient ensuite leur siège au profit des démocrates après que la circonscription a basculé fortement en faveur des démocrates lors des élections de mi-mandat de 2018.

### Élection spéciale de 2013
Tim Scott, un républicain de North Charleston, a été élu Représentant du 1er district en 2010. Il a démissionné après avoir été nommé par la Gouverneure Nikki Haley au Sénat des États-Unis lorsque Jim DeMint a démissionné le 1er janvier 2013.
Les limites des districts avaient été redessinées en 2011. Une élection spéciale a eu lieu le 7 mai 2013 pour combler le poste laissé vacant par la démission de Scott. Lors d'une élection primaire tenue le 19 mars 2013, Elizabeth Colbert-Busch, la sœur du comédien Stephen Colbert, a remporté l'investiture démocrate. L'ancien Gouverneur Mark Sanford, qui a représenté le district de 1995 à 2001, et l'ancien conseiller du comté de Charleston, Curtis Eilliott Bostic, se sont affrontés lors d'un second tour pour l'investiture républicaine le 2 avril 2013. Sanford a remporté l'investiture et a vaincu ses challengers Colbert-Busch et le candidat du Parti Vert de Caroline du Sud, Eugene Platt, aux élections spéciales du 7 mai.

## Comtés
Comté dans la carte 2023 - 2033:
- Comté de Beaufort
- Comté de Berkeley
- Comté de Charleston (en partie)
- Comté de Colleton (en partie)
- Comté de Dorchester (en partie)
- Comté de Jasper (en partie)

## Historique de vote
| Année | Poste     | Résultats              |
| ----- | --------- | ---------------------- |
| 2000  | Président | Bush 59,0 % – 38,0 %   |
| 2004  | Président | Bush 61,0 % – 39,0 %   |
| 2008  | Président | McCain 56,0 % – 43,0 % |
| 2012  | Président | Romney 58,0 % – 40,0 % |
| 2016  | Président | Trump 54,0 % – 40,0 %  |
| 2020  | Président | Trump 52,0 % – 46,0 %  |

## Liste des Représentants du district
| Membre                          | Parti                 | Années                              | Congrès     | Histoire électorale | Zone géographique                                                                      |
| ------------------------------- | --------------------- | ----------------------------------- | ----------- | --- | -------------------------------------------------------------------------------------- |
| District établit le 4 mars 1789 |                       |                                     |             | |                                                                                        |
| William L. Smith (en)           | Pro Administration    | 4 mars 1789 - 3 mars 1795           | 1re - 5e    | Élu en 1798. Réélu en 1790. Réélu en 1793. Réélu en 1794. Réélu en 1796. Démissionne pour devenir Ambassadeur des États-Unis au Portugal. | 1789–1793 Division Charleston                                                          |
| William L. Smith (en)           | Pro Administration    | 4 mars 1789 - 3 mars 1795           | 1re - 5e    | Élu en 1798. Réélu en 1790. Réélu en 1793. Réélu en 1794. Réélu en 1796. Démissionne pour devenir Ambassadeur des États-Unis au Portugal. | 1793–1833 District Charleston                                                          |
| William L. Smith (en)           | Fédéraliste           | 4 mars 1795 - 10 juillet 1797       | 1re - 5e    | Élu en 1798. Réélu en 1790. Réélu en 1793. Réélu en 1794. Réélu en 1796. Démissionne pour devenir Ambassadeur des États-Unis au Portugal. |                                                                                        |
| Vacant                          | Vacant                | 10 juillet 1797 - 23 novembre 1797  | 5e          | |                                                                                        |
| Thomas Pinckney                 | Fédéraliste           | 23 novembre 1797 - 3 mars 1801      | 5e , 6e     | Élu pour terminer le mandat de Smith. Réélu en 1798. Retrait. |                                                                                        |
| Thomas Lowndes (en)             | Federalist            | 4 mars 1801 - 3 mars 1805           | 7e , 8e     | Élu en 1800. Réélu en 1803. Retrait. |                                                                                        |
| Robert Marion (en)              | Républicain-Démocrate | 4 mars 1805 - 4 décembre 1810       | 9e - 11e    | Élu en 1804. Réélu en 1806. Réélu en 1808. Retrait et démissionne. |                                                                                        |
| Vacant                          | Vacant                | 4 décembre 1810 - 31 décembre 1810  | 11e         | |                                                                                        |
| Langdon Cheves (en)             | Républicain-Démocrate | 31 décembre 1810 - 3 mars 1815      | 11e - 13e   | Élu en 1810. Élu plus tard pour terminer le mandat de Marion in intronisé le 24 janvier 1811. Réélu en 1812. Retrait. |                                                                                        |
| Henry Middleton                 | Républicain-Démocrate | 4 mars 1815 - 3 mars 1819           | 14e , 15e   | Élu en 1814. Réélu en 1816. Retrait. |                                                                                        |
| Charles Pinckney                | Républicain-Démocrate | 4 mars 1819 - 3 mars 1821           | 16e         | Élu en 1818. Retrait. |                                                                                        |
| Joel R. Poinsett (en)           | Républicain-Démocrate | 4 mars 1821 - 3 mars 1825           | 17e - 19e   | Réélu en 1820. Réélu en 1823. Réélu en 1824. Démissionne pour devenir Ambassadeur des États-Unis au Mexique. |                                                                                        |
| Joel R. Poinsett (en)           | Jacksonien (en)       | 4 mars 1825 - 7 mars 1825           | 17e - 19e   | Réélu en 1820. Réélu en 1823. Réélu en 1824. Démissionne pour devenir Ambassadeur des États-Unis au Mexique. |                                                                                        |
| Vacant                          | Vacant                | 7 mars 1825 - 17 mai 1825           | 19e         | |                                                                                        |
| William Drayton (en)            | Jacksonien (en)       | 17 mai 1825 - 3 mars 1833           | 19e - 22e   | Élu le 16 mai 1825 pour terminer le mandat de Poinsett et intronisé le 5 décembre 1825. Réélu en 1826. Réélu en 1828. Réélu en 1830. Retrait. |                                                                                        |
| Henry L. Pinckney (en)          | Nullifer (en)         | 4 mars 1833 - 3 mars 1837           | 23e , 24e   | Élu en 1833. Réélu en 1834. Perd sa renomination et perd sa réélection en tant qu'Unioniste. | 1833–1843                                                                              |
| Hugh S. Legaré                  | Démocrate             | 4 mars 1837 - 3 mars 1839           | 25e         | Élu en 1836. Perd sa réélection. | 1833–1843                                                                              |
| Isaac E. Holmes (en)            | Démocrate             | 4 mars 1839 - 3 mars 1843           | 26e , 27e   | Élu en 1838. Réélu en 1840. Redécoupage vers le 6e district. | 1833–1843                                                                              |
| James A. Black (en)             | Démocrate             | 4 mars 1843 - 3 avril 1848          | 28e - 30e   | Élu en 1843. Réélu en 1844. Réélu en 1846. Décès | 1843–1853                                                                              |
| Vacant                          | Vacant                | 3 avril 1848 - 12 juin 1848         | 30e         | | 1843–1853                                                                              |
| Daniel Wallace (en)             | Démocrate             | 12 juin 1848 - 3 mars 1853          | 30e - 32e   | Élu pour terminer le mandat de Black. Réélu en 1848. Réélu en 1850. Retrait. | 1843–1853                                                                              |
| John McQueen (en)               | Démocrate             | 4 mars 1853 - 21 décembre 1860      | 33e - 36e   | Redécoupage depuis le 4e district et réélu en 1853. Réélu en 1854. Réélu en 1856. Réélu en 1858. Réélu en 1860 mais retire à la suite de la guerre civile.                                                                                           | 1853–1860                                                                              |
| District inactif                | District inactif      | 21 décembre 1860 - 18 juillet 1868  | 36e - 40e   | Guerre de Sécession et Reconstruction | Guerre de Sécession et Reconstruction                                                  |
| Benjamin F. Whittemore (en)     | Républicain           | 18 juillet 1868 - 24 février 1870   | 40e , 41e   | Élu pour terminer le court mandat. Également élu pour un autre mandat. Démissionne. | 1868–1873                                                                              |
| Vacant                          | Vacant                | 24 février 1870 - 12 décembre 1870  | 41e         | | 1868–1873                                                                              |
| Joseph H. Rainey (en)           | Républicain           | 12 décembre 1870 - 3 mars 1879      | 41e - 45e   | Élu pour terminer le mandat de Wittemore. Également élu pour un autre mandat. Réélu en 1872. Réélu en 1874. Réélu en 1876. Perd sa réélection. | 1868–1873                                                                              |
| Joseph H. Rainey (en)           | Républicain           | 12 décembre 1870 - 3 mars 1879      | 41e - 45e   | Élu pour terminer le mandat de Wittemore. Également élu pour un autre mandat. Réélu en 1872. Réélu en 1874. Réélu en 1876. Perd sa réélection. | 1873–1883                                                                              |
| John S. Richardson (en)         | Démocrate             | 4 mars 1879 - 3 mars 1883           | 46e , 47e   | Élu en 1878. Réélu en 1880. Retrait. |                                                                                        |
| Samuel Dibble (en)              | Démocrate             | 4 mars 1883 - 3 mars 1891           | 48e - 51e   | Élu en 1882. Réélu en 1884. Réélu en 1886. Réélu en 1888. Retrait. | 1883–1893                                                                              |
| William H. Brawley (en)         | Démocrate             | 4 mars 1891 - 12 février 1894       | 52e , 53e   | Élu en 1890. Réélu en 1892. Démissionne pour devenir Juge de District des États-Unis. | 1883–1893                                                                              |
| William H. Brawley (en)         | Démocrate             | 4 mars 1891 - 12 février 1894       | 52e , 53e   | Élu en 1890. Réélu en 1892. Démissionne pour devenir Juge de District des États-Unis. | 1893–1903                                                                              |
| Vacant                          | Vacant                | 12 février 1894 - 12 avril 1894     | 53e         | |                                                                                        |
| James F. Izlar (en)             | Démocrate             | 12 avril 1894 - 3 mars 1895         | 53e         | Élu pour terminer le mandat de Brawley. Retrait. |                                                                                        |
| William Elliott (en)            | Démocrate             | 4 mars 1859 - 4 juin 1896           | 54e         | Élu en 1894. Perd la contestation de son élection. |                                                                                        |
| George W. Murray                | Républicain           | 4 juin 1896 - 3 mars 1897           | 54e         | Remporte la contestation de son élection. Perd sa réélection. |                                                                                        |
| William Elliott (en)            | Démocrate             | March 4, 1897 – March 3, 1903       | 55e - 57e   | Élu en 1896. Réélu en 1898. Réélu en 1900. Retrait pour se présenter comme Sénateur des États-Unis. |                                                                                        |
| George S. Legaré (en)           | Démocrate             | 4 mars 1903 - 31 janvier 1913       | 58e - 62e   | Élu en 1902. Réélu en 1904. Réélu en 1906. Réélu en 1908. Réélu en 1910. Réélu en 1912 mais décède avant le début du mandat suivant. | 1903–1913                                                                              |
| Vacant                          | Vacant                | 31 janvier 1913 - 29 avril 1913     | 62e , 63e   | | 1903–1913                                                                              |
| Vacant                          | Vacant                | 31 janvier 1913 - 29 avril 1913     | 62e , 63e   | 1913–1933 Berkeley, Charleston, Clarendon, Colleton et Dorchester |                                                                                        |
| Richard S. Whaley (en)          | Démocrate             | 29 avril 1913 - 3 mars 1921         | 63e - 66e   | Élu pour terminer le mandat de Legaré. Réélu en 1914. Réélu en 1916. Réélu en 1918. Retrait. |                                                                                        |
| W. Turner Logan (en)            | Démocrate             | 9 mars 1921 - 3 mars 1925           | 67e , 68e   | Élu en 1920. Réélu en 1922. Perd sa renomination. |                                                                                        |
| Thomas S. McMillan (en)         | Démocrate             | 4 mars 1925 - 29 septembre 1939     | 69e - 76e   | Élu en 1924. Réélu en 1926. Réélu en 1928. Réélu en 1930. Réélu en 1932. Réélu en 1934. Réélu en 1936. Réélu en 1938. Décès. |                                                                                        |
| Thomas S. McMillan (en)         | Démocrate             | 4 mars 1925 - 29 septembre 1939     | 69e - 76e   | Élu en 1924. Réélu en 1926. Réélu en 1928. Réélu en 1930. Réélu en 1932. Réélu en 1934. Réélu en 1936. Réélu en 1938. Décès. | 1933–1943                                                                              |
| Vacant                          | Vacant                | 29 septembre 1939 - 7 novembre 1939 | 76e         | |                                                                                        |
| Clara Gooding McMillan (en)     | Démocrate             | 7 novembre 1939 - 3 janvier 1941    | 76e         | Élue pour terminer le mandat de son mari. Retrait. |                                                                                        |
| L. Mendel Rivers                | Démocrate             | 3 janvier 1941 - 28 décembre 1970   | 77e - 91e   | Élu en 1940. Réélu en 1942. Réélu en 1944. Réélu en 1946. Réélu en 1948. Réélu en 1950. Réélu en 1952. Réélu en 1954. Réélu en 1956. Réélu en 1958. Réélu en 1960. Réélu en 1962. Réélu en 1964. Réélu en 1966. Réélu en 1968. Réélu en 1970. Décès. |                                                                                        |
| L. Mendel Rivers                | Démocrate             | 3 janvier 1941 - 28 décembre 1970   | 77e - 91e   | Élu en 1940. Réélu en 1942. Réélu en 1944. Réélu en 1946. Réélu en 1948. Réélu en 1950. Réélu en 1952. Réélu en 1954. Réélu en 1956. Réélu en 1958. Réélu en 1960. Réélu en 1962. Réélu en 1964. Réélu en 1966. Réélu en 1968. Réélu en 1970. Décès. | 1943–1953                                                                              |
| L. Mendel Rivers                | Démocrate             | 3 janvier 1941 - 28 décembre 1970   | 77e - 91e   | Élu en 1940. Réélu en 1942. Réélu en 1944. Réélu en 1946. Réélu en 1948. Réélu en 1950. Réélu en 1952. Réélu en 1954. Réélu en 1956. Réélu en 1958. Réélu en 1960. Réélu en 1962. Réélu en 1964. Réélu en 1966. Réélu en 1968. Réélu en 1970. Décès. | 1953–1963                                                                              |
| L. Mendel Rivers                | Démocrate             | 3 janvier 1941 - 28 décembre 1970   | 77e - 91e   | Élu en 1940. Réélu en 1942. Réélu en 1944. Réélu en 1946. Réélu en 1948. Réélu en 1950. Réélu en 1952. Réélu en 1954. Réélu en 1956. Réélu en 1958. Réélu en 1960. Réélu en 1962. Réélu en 1964. Réélu en 1966. Réélu en 1968. Réélu en 1970. Décès. | 1963–1973                                                                              |
| Vacant                          | Vacant                | 28 décembre 1970 - 27 avril 1971    | 91e , 92e   | |                                                                                        |
| Mendel Jackson Davis (en)       | Démocrate             | 27 avril 1971 - 3 janvier 1981      | 92e - 96e   | Élu pour terminer le mandat de Rivers. Réélu en 1972. Réélu en 1974. Réélu en 1976. Réélu en 1978. Retrait pour raisons de santé. |                                                                                        |
| Mendel Jackson Davis (en)       | Démocrate             | 27 avril 1971 - 3 janvier 1981      | 92e - 96e   | Élu pour terminer le mandat de Rivers. Réélu en 1972. Réélu en 1974. Réélu en 1976. Réélu en 1978. Retrait pour raisons de santé. | 1973–1983                                                                              |
| Thomas Hartnett (en)            | Républicain           | 3 janvier 1981 - 3 janvier 1987     | 97e - 99e   | Élu en 1980. Réélu en 1982. Réélu en 1984. Retrait pour se présenter comme Lieutenant-Gouverneur de Caroline du Sud. |                                                                                        |
| Thomas Hartnett (en)            | Républicain           | 3 janvier 1981 - 3 janvier 1987     | 97e - 99e   | Élu en 1980. Réélu en 1982. Réélu en 1984. Retrait pour se présenter comme Lieutenant-Gouverneur de Caroline du Sud. | 1983–1993                                                                              |
| Arthur Ravenel Jr. (en)         | Républicain           | 3 janvier 1987 - 3 janvier 1995     | 100e - 103e | Élu en 1986. Réélu en 1988. Réélu en 1990. Réélu en 1992. Retrait pour se présenter comme Gouverneur de Caroline du Sud. |                                                                                        |
| Arthur Ravenel Jr. (en)         | Républicain           | 3 janvier 1987 - 3 janvier 1995     | 100e - 103e | Élu en 1986. Réélu en 1988. Réélu en 1990. Réélu en 1992. Retrait pour se présenter comme Gouverneur de Caroline du Sud. | 1993–1995                                                                              |
| Mark Sanford                    | Républicain           | 3 janvier 1995 - 3 janvier 2001     | 104e - 106e | Élu en 1994. Réélu en 1996. Réélu en 1998. Retrait pour se présenter comme Gouverneur de Caroline du Sud. | 1995–2003                                                                              |
| Henry Brown (en)                | Républicain           | 3 janvier 2001 - 3 janvier 2011     | 107e - 111e | Élu en 2000. Réélu en 2002. Réélu en 2004. Réélu en 2006. Réélu en 2008. Retrait. | 1995–2003                                                                              |
| Henry Brown (en)                | Républicain           | 3 janvier 2001 - 3 janvier 2011     | 107e - 111e | Élu en 2000. Réélu en 2002. Réélu en 2004. Réélu en 2006. Réélu en 2008. Retrait. | 2003–2013 Horry ; Parties de Berkeley, Charleston, Dorchester et Georgetown            |
| Tim Scott                       | Républicain           | 3 janvier 2011 - 3 janvier 2013     | 112e        | Élu en 2010. Réélu en 2012 mais décède lorsque nommé Sénateur des États-Unis. |                                                                                        |
| Vacant                          | Vacant                | 2 janvier 2013 - 7 mai 2013         | 112e , 113e | |                                                                                        |
| Vacant                          | Vacant                | 2 janvier 2013 - 7 mai 2013         | 112e , 113e | 2013–2023 Parties de Beaufort, Berkeley, Charleston, Colleton et Dorchester |                                                                                        |
| Mark Sanford                    | Républicain           | 7 mai 2013 - 3 janvier 2019         | 113e - 115e | Élu pour terminer le mandat de Scott. Réélu en 2014. Réélu en 2016. Perd sa renomination. |                                                                                        |
| Joe Cunningham                  | Démocrate             | 3 janvier 2019 - 3 janvier 2021     | 116e        | Élu en 2018. Perd sa réélection. |                                                                                        |
| Nancy Mace                      | Républicain           | 3 janvier 2021 - Présent            | 117e , 118e | Élue en 2020. Réélue en 2022. |                                                                                        |
| Nancy Mace                      | Républicain           | 3 janvier 2021 - Présent            | 117e , 118e | Élue en 2020. Réélue en 2022. | 2023–2033 Beaufort et Berkeley ; Parties de Charleston, Colleton, Dorchester et Jasper |

## Résultats des récentes élections
Voici les résultats des dix précédents cycles électoraux dans le district.

### 2004
| Élection de 2004 du 1er district congressionnel de Caroline du Sud | Élection de 2004 du 1er district congressionnel de Caroline du Sud | Élection de 2004 du 1er district congressionnel de Caroline du Sud | Élection de 2004 du 1er district congressionnel de Caroline du Sud | Élection de 2004 du 1er district congressionnel de Caroline du Sud |
| ------------------------------------------------------------------ | ------------------------------------------------------------------ | ------------------------------------------------------------------ | ------------------------------------------------------------------ | ------------------------------------------------------------------ |
| Parti                                                              | Parti                                                              | Candidat                                                           | Votes                                                              | %                                                                  |
|                                                                    | Républicain                                                        | Henry Brown (en) (sortant)                                         | 186 448                                                            | 87,8                                                               |
|                                                                    | Vert                                                               | James E. Dunn                                                      | 25 674                                                             | 12,1                                                               |
|                                                                    | Write-In                                                           | Write-In                                                           | 186                                                                | 0,1                                                                |
| Total des votes                                                    | Total des votes                                                    | Total des votes                                                    | 212 308                                                            | 100 %                                                              |
|                                                                    | Les Républicains conservent                                        |                                                                    |                                                                    |                                                                    |

### 2006
| Élection de 2006 du 1er district congressionnel de Caroline du Sud | Élection de 2006 du 1er district congressionnel de Caroline du Sud | Élection de 2006 du 1er district congressionnel de Caroline du Sud | Élection de 2006 du 1er district congressionnel de Caroline du Sud | Élection de 2006 du 1er district congressionnel de Caroline du Sud |
| ------------------------------------------------------------------ | ------------------------------------------------------------------ | ------------------------------------------------------------------ | ------------------------------------------------------------------ | ------------------------------------------------------------------ |
| Parti                                                              | Parti                                                              | Candidat                                                           | Votes                                                              | %                                                                  |
|                                                                    | Républicain                                                        | Henry Brown (en) (sortant)                                         | 115 766                                                            | 59,9                                                               |
|                                                                    | Démocrate                                                          | Randy Maatta                                                       | 73 218                                                             | 37,9                                                               |
|                                                                    | Vert                                                               | James E. Dunn                                                      | 4 287                                                              | 2,2                                                                |
|                                                                    | Write-In                                                           | Write-In                                                           | 104                                                                | 0,1                                                                |
| Total des votes                                                    | Total des votes                                                    | Total des votes                                                    | 193 375                                                            | 100 %                                                              |
|                                                                    | Les Républicains conservent                                        |                                                                    |                                                                    |                                                                    |

### 2008
| Élection de 2008 du 1er district congressionnel de Caroline du Sud | Élection de 2008 du 1er district congressionnel de Caroline du Sud | Élection de 2008 du 1er district congressionnel de Caroline du Sud | Élection de 2008 du 1er district congressionnel de Caroline du Sud | Élection de 2008 du 1er district congressionnel de Caroline du Sud |
| ------------------------------------------------------------------ | ------------------------------------------------------------------ | ------------------------------------------------------------------ | ------------------------------------------------------------------ | ------------------------------------------------------------------ |
| Parti                                                              | Parti                                                              | Candidat                                                           | Votes                                                              | %                                                                  |
|                                                                    | Républicain                                                        | Henry Brown (en) (sortant)                                         | 177 540                                                            | 51,9                                                               |
|                                                                    | Démocrate                                                          | Linda Ketner                                                       | 163 724                                                            | 47,9                                                               |
|                                                                    | Write-In                                                           | Write-In                                                           | 615                                                                | 0,2                                                                |
| Total des votes                                                    | Total des votes                                                    | Total des votes                                                    | 341 879                                                            | 100 %                                                              |
|                                                                    | Les Républicains conservent                                        |                                                                    |                                                                    |                                                                    |

### 2010
| Élection de 2010 du 1er district congressionnel de Caroline du Sud | Élection de 2010 du 1er district congressionnel de Caroline du Sud | Élection de 2010 du 1er district congressionnel de Caroline du Sud | Élection de 2010 du 1er district congressionnel de Caroline du Sud | Élection de 2010 du 1er district congressionnel de Caroline du Sud |
| ------------------------------------------------------------------ | ------------------------------------------------------------------ | ------------------------------------------------------------------ | ------------------------------------------------------------------ | ------------------------------------------------------------------ |
| Parti                                                              | Parti                                                              | Candidat                                                           | Votes                                                              | %                                                                  |
|                                                                    | Républicain                                                        | Tim Scott                                                          | 152 755                                                            | 65,7                                                               |
|                                                                    | Démocrate                                                          | Ben Frasier                                                        | 67 008                                                             | 28,8                                                               |
|                                                                    | Indépendant                                                        | Rob Groce                                                          | 4 148                                                              | 1,8                                                                |
|                                                                    | Vert                                                               | Robert Dobbs                                                       | 3 369                                                              | 1,4                                                                |
|                                                                    | Libertarien                                                        | Keith Blandford                                                    | 2 750                                                              | 1,2                                                                |
|                                                                    | Indépendant                                                        | Jimmy Wood                                                         | 2 489                                                              | 1,1                                                                |
| Total des votes                                                    | Total des votes                                                    | Total des votes                                                    | 232 519                                                            | 100 %                                                              |
|                                                                    | Les Républicains conservent                                        |                                                                    |                                                                    |                                                                    |

### 2012
| Élection de 2012 du 1er district congressionnel de Caroline du Sud | Élection de 2012 du 1er district congressionnel de Caroline du Sud | Élection de 2012 du 1er district congressionnel de Caroline du Sud | Élection de 2012 du 1er district congressionnel de Caroline du Sud | Élection de 2012 du 1er district congressionnel de Caroline du Sud |
| ------------------------------------------------------------------ | ------------------------------------------------------------------ | ------------------------------------------------------------------ | ------------------------------------------------------------------ | ------------------------------------------------------------------ |
| Parti                                                              | Parti                                                              | Candidat                                                           | Votes                                                              | %                                                                  |
|                                                                    | Républicain                                                        | Tim Scott (sortant)                                                | 179 908                                                            | 62,0                                                               |
|                                                                    | Démocrate                                                          | Bobbie G. Rose                                                     | 103 557                                                            | 35,7                                                               |
|                                                                    | Libertarien                                                        | Keith Blandford                                                    | 6 334                                                              | 2,2                                                                |
|                                                                    | Write-In                                                           | Write-In                                                           | 214                                                                | 0,1                                                                |
| Total des votes                                                    | Total des votes                                                    | Total des votes                                                    | 290 013                                                            | 100 %                                                              |
|                                                                    | Les Républicains conservent                                        |                                                                    |                                                                    |                                                                    |

### 2013 (Spéciale)
| Élection spéciale de 2013 du 1er district congressionnel de Caroline du Sud | Élection spéciale de 2013 du 1er district congressionnel de Caroline du Sud | Élection spéciale de 2013 du 1er district congressionnel de Caroline du Sud | Élection spéciale de 2013 du 1er district congressionnel de Caroline du Sud | Élection spéciale de 2013 du 1er district congressionnel de Caroline du Sud |
| --------------------------------------------------------------------------- | --------------------------------------------------------------------------- | --------------------------------------------------------------------------- | --------------------------------------------------------------------------- | --------------------------------------------------------------------------- |
| Parti                                                                       | Parti                                                                       | Candidat                                                                    | Votes                                                                       | %                                                                           |
|                                                                             | Républicain                                                                 | Mark Sanford                                                                | 77 600                                                                      | 54,03                                                                       |
|                                                                             | Démocrate                                                                   | Elizabeth Colbert Busch                                                     | 64 961                                                                      | 45,22                                                                       |
|                                                                             | Vert                                                                        | Eugene Platt                                                                | 690                                                                         | 0,48                                                                        |
|                                                                             | Write-In                                                                    | Write-In                                                                    | 384                                                                         | 0,27                                                                        |
| Total des votes                                                             | Total des votes                                                             | Total des votes                                                             | 143 635                                                                     | 100 %                                                                       |
|                                                                             | Les Républicains conservent                                                 |                                                                             |                                                                             |                                                                             |

### 2014
| Élection de 2014 du 1er district congressionnel de Caroline du Sud | Élection de 2014 du 1er district congressionnel de Caroline du Sud | Élection de 2014 du 1er district congressionnel de Caroline du Sud | Élection de 2014 du 1er district congressionnel de Caroline du Sud | Élection de 2014 du 1er district congressionnel de Caroline du Sud |
| ------------------------------------------------------------------ | ------------------------------------------------------------------ | ------------------------------------------------------------------ | ------------------------------------------------------------------ | ------------------------------------------------------------------ |
| Parti                                                              | Parti                                                              | Candidat                                                           | Votes                                                              | %                                                                  |
|                                                                    | Républicain                                                        | Mark Sanford (sortant)                                             | 119 392                                                            | 93,4                                                               |
|                                                                    | Write-In                                                           | Write-In                                                           | 8 423                                                              | 6,6                                                                |
| Total des votes                                                    | Total des votes                                                    | Total des votes                                                    | 127 815                                                            | 100 %                                                              |
|                                                                    | Les Républicains conservent                                        |                                                                    |                                                                    |                                                                    |

### 2016
| Élection de 2016 du 1er district congressionnel de Caroline du Sud | Élection de 2016 du 1er district congressionnel de Caroline du Sud | Élection de 2016 du 1er district congressionnel de Caroline du Sud | Élection de 2016 du 1er district congressionnel de Caroline du Sud | Élection de 2016 du 1er district congressionnel de Caroline du Sud |
| ------------------------------------------------------------------ | ------------------------------------------------------------------ | ------------------------------------------------------------------ | ------------------------------------------------------------------ | ------------------------------------------------------------------ |
| Parti                                                              | Parti                                                              | Candidat                                                           | Votes                                                              | %                                                                  |
|                                                                    | Républicain                                                        | Mark Sanford (sortant)                                             | 190 410                                                            | 58,6                                                               |
|                                                                    | Démocrate                                                          | Dimitri Cherny                                                     | 119 779                                                            | 36,8                                                               |
|                                                                    | Libertarien                                                        | Michael Grier Jr.                                                  | 11 614                                                             | 3,6                                                                |
|                                                                    | Alliance Party (en)                                                | Albert Travison                                                    | 2 774                                                              | 0,8                                                                |
|                                                                    | Write-In                                                           | Write-In                                                           | 384                                                                | 0,2                                                                |
| Total des votes                                                    | Total des votes                                                    | Total des votes                                                    | 325 170                                                            | 100 %                                                              |
|                                                                    | Les Républicains conservent                                        |                                                                    |                                                                    |                                                                    |

### 2018
| Élection de 2018 du 1er district congressionnel de Caroline du Sud | Élection de 2018 du 1er district congressionnel de Caroline du Sud | Élection de 2018 du 1er district congressionnel de Caroline du Sud | Élection de 2018 du 1er district congressionnel de Caroline du Sud | Élection de 2018 du 1er district congressionnel de Caroline du Sud |
| ------------------------------------------------------------------ | ------------------------------------------------------------------ | ------------------------------------------------------------------ | ------------------------------------------------------------------ | ------------------------------------------------------------------ |
| Parti                                                              | Parti                                                              | Candidat                                                           | Votes                                                              | %                                                                  |
|                                                                    | Démocrate                                                          | Joe Cunningham                                                     | 145 455                                                            | 50,6                                                               |
|                                                                    | Républicain                                                        | Katie Arrington                                                    | 141 473                                                            | 49,2                                                               |
|                                                                    | Write-In                                                           | Write-In                                                           | 505                                                                | 0,2                                                                |
| Total des votes                                                    | Total des votes                                                    | Total des votes                                                    | 287 433                                                            | 100 %                                                              |
|                                                                    | Les Démocrates prennent aux Républicains                           |                                                                    |                                                                    |                                                                    |

### 2020
| Élection de 2020 du 1er district congressionnel de Caroline du Sud | Élection de 2020 du 1er district congressionnel de Caroline du Sud | Élection de 2020 du 1er district congressionnel de Caroline du Sud | Élection de 2020 du 1er district congressionnel de Caroline du Sud | Élection de 2020 du 1er district congressionnel de Caroline du Sud |
| ------------------------------------------------------------------ | ------------------------------------------------------------------ | ------------------------------------------------------------------ | ------------------------------------------------------------------ | ------------------------------------------------------------------ |
| Parti                                                              | Parti                                                              | Candidat                                                           | Votes                                                              | %                                                                  |
|                                                                    | Républicain                                                        | Nancy Mace                                                         | 216 042                                                            | 50,6                                                               |
|                                                                    | Démocrate                                                          | Joe Cunningham (sortant)                                           | 210 627                                                            | 49,3                                                               |
|                                                                    | Write-In                                                           | Write-In                                                           | 442                                                                | 0,1                                                                |
| Total des votes                                                    | Total des votes                                                    | Total des votes                                                    | 427 111                                                            | 100 %                                                              |
|                                                                    | Les Républicains prennent aux Démocrates                           |                                                                    |                                                                    |                                                                    |

### 2022
La Primaire démocrate a été annulée. Annie Andrews (D) avance vers l'Élection Générale.
| Primaire républicaine de 2022 du 1er district congressionnel de Caroline du Sud | Primaire républicaine de 2022 du 1er district congressionnel de Caroline du Sud | Primaire républicaine de 2022 du 1er district congressionnel de Caroline du Sud | Primaire républicaine de 2022 du 1er district congressionnel de Caroline du Sud | Primaire républicaine de 2022 du 1er district congressionnel de Caroline du Sud |
| ------------------------------------------------------------------------------- | ------------------------------------------------------------------------------- | ------------------------------------------------------------------------------- | ------------------------------------------------------------------------------- | ------------------------------------------------------------------------------- |
| Parti                                                                           | Parti                                                                           | Candidat                                                                        | Votes                                                                           | %                                                                               |
|                                                                                 | Républicain                                                                     | Nancy Mace (sortante)                                                           | 39 470                                                                          | 53,1                                                                            |
|                                                                                 | Républicain                                                                     | Katie Arrington                                                                 | 33 589                                                                          | 45,2                                                                            |
|                                                                                 | Républicain                                                                     | Lynz Piper-Loomis (retrait non officiel)                                        | 1221                                                                            | 1,6                                                                             |

| Élection de 2022 du 1er district congressionnel de Caroline du Sud | Élection de 2022 du 1er district congressionnel de Caroline du Sud | Élection de 2022 du 1er district congressionnel de Caroline du Sud | Élection de 2022 du 1er district congressionnel de Caroline du Sud | Élection de 2022 du 1er district congressionnel de Caroline du Sud |
| ------------------------------------------------------------------ | ------------------------------------------------------------------ | ------------------------------------------------------------------ | ------------------------------------------------------------------ | ------------------------------------------------------------------ |
| Parti                                                              | Parti                                                              | Candidat                                                           | Votes                                                              | %                                                                  |
|                                                                    | Républicain                                                        | Nancy Mace (sortante)                                              | 153 757                                                            | 56,4                                                               |
|                                                                    | Démocrate                                                          | Annie Andrews                                                      | 115 796                                                            | 42,5                                                               |
|                                                                    | Alliance Party (en)                                                | Joseph Oddo                                                        | 2 634                                                              | 1,0                                                                |
|                                                                    | Write-In                                                           | Write-In                                                           | 494                                                                | 0,2                                                                |
| Total des votes                                                    | Total des votes                                                    | Total des votes                                                    | 272 681                                                            | 100 %                                                              |
|                                                                    | Les Républicains conservent                                        |                                                                    |                                                                    |                                                                    |

### 2024
| Primaire républicaine de 2024 du 1er district congressionnel de Caroline du Sud | Primaire républicaine de 2024 du 1er district congressionnel de Caroline du Sud | Primaire républicaine de 2024 du 1er district congressionnel de Caroline du Sud | Primaire républicaine de 2024 du 1er district congressionnel de Caroline du Sud | Primaire républicaine de 2024 du 1er district congressionnel de Caroline du Sud |
| ------------------------------------------------------------------------------- | ------------------------------------------------------------------------------- | ------------------------------------------------------------------------------- | ------------------------------------------------------------------------------- | ------------------------------------------------------------------------------- |
| Parti                                                                           | Parti                                                                           | Candidat                                                                        | Votes                                                                           | %                                                                               |
|                                                                                 | Républicain                                                                     | Nancy Mace (sortante)                                                           | 28 300                                                                          | 56,8                                                                            |
|                                                                                 | Républicain                                                                     | Catherine Templeton                                                             | 14 849                                                                          | 29,8                                                                            |
|                                                                                 | Républicain                                                                     | Bill Young                                                                      | 6 691                                                                           | 13,4                                                                            |

| Primaire démocrate de 2024 du 1er district congressionnel de Caroline du Sud | Primaire démocrate de 2024 du 1er district congressionnel de Caroline du Sud | Primaire démocrate de 2024 du 1er district congressionnel de Caroline du Sud | Primaire démocrate de 2024 du 1er district congressionnel de Caroline du Sud | Primaire démocrate de 2024 du 1er district congressionnel de Caroline du Sud |
| ---------------------------------------------------------------------------- | ---------------------------------------------------------------------------- | ---------------------------------------------------------------------------- | ---------------------------------------------------------------------------- | ---------------------------------------------------------------------------- |
| Parti                                                                        | Parti                                                                        | Candidat                                                                     | Votes                                                                        | %                                                                            |
|                                                                              | Démocrate                                                                    | Michael B. Moore                                                             | 10 893                                                                       | 51,6                                                                         |
|                                                                              | Démocrate                                                                    | Mac Deford                                                                   | 10 209                                                                       | 48,4                                                                         |

| Élection de 2024 du 1er district congressionnel de Caroline du Sud | Élection de 2024 du 1er district congressionnel de Caroline du Sud | Élection de 2024 du 1er district congressionnel de Caroline du Sud | Élection de 2024 du 1er district congressionnel de Caroline du Sud | Élection de 2024 du 1er district congressionnel de Caroline du Sud |
| ------------------------------------------------------------------ | ------------------------------------------------------------------ | ------------------------------------------------------------------ | ------------------------------------------------------------------ | ------------------------------------------------------------------ |
| Parti                                                              | Parti                                                              | Candidat                                                           | Votes                                                              | %                                                                  |
|                                                                    | Républicain                                                        | Nancy Mace (sortante)                                              | 227 502                                                            | 58,2                                                               |
|                                                                    | Démocrate                                                          | Michael B. Moore                                                   | 162 582                                                            | 41,6                                                               |
|                                                                    | Write-In                                                           | Write-In                                                           | 693                                                                | 0,2                                                                |
| Total des votes                                                    | Total des votes                                                    | Total des votes                                                    | 390 777                                                            | 100 %                                                              |
|                                                                    | Les Républicains conservent                                        |                                                                    |                                                                    |                                                                    |